# La Ferté-Vidame
 La Ferté-Vidame  là một xã thuộc tỉnh Eure-et-Loir trong vùng Centre-Val de Loire ở bắc trung bộ nước Pháp. Xã này nằm ở khu vực có độ cao trung bình mét trên mực nước biển.
Thị trấn có diện tích 39,81 km2, dân số năm 2006 là 777 người.